# Liste deutscher Vornamen germanischer Herkunft
Diese Liste ist eine Übersicht deutscher Vornamen germanischen Ursprungs. Die Bedeutung der Glieder und bekannte Namensträger finden sich meist in der Verlinkung zu den Namen. Zu fast jedem Vornamen gibt es mehrere Schreibweisen. Um die Übersichtlichkeit zu gewährleisten, sind die verbreiteteren Formen in die Liste aufgenommen und weitere Schreibweisen in den einzelnen verlinkten Namensartikeln zu finden. Namen, die nicht mehr gebräuchlich sind und bspw. im deutschen Telefonbuch nicht erscheinen, sind kursiv gesetzt.

## A
- Abarhild
- Abbo (Abo)
- Aberlin
- Ad-, Adal-, Adel-:
  - Ada (Adda)
  - Adalbald
  - Adalbero (Adelbero)
  - Adalbert
  - Adalgis
  - Adalgod (Adelgot)
  - Adalher (Adalar, Adolar)
  - Adalmund
  - Adalnot (Alnot)
  - Adebar
  - Adela, Adelaide, Adele
  - Adelberga
  - Adelbert (s. Adalbert, Albert, Albrecht)
  - Adelfried
  - Adelgard (Edelgard)
  - Adelger
  - Adelgunde (Adelgund, Aldegundis)
  - Adelhard
  - Adelheid (Adalheidis), Adela, Dele
  - Adelhelm (Adhelm, Aldhelm)
  - Adelinde, Adelinda, Adelindis
  - Adelma (Adelhelma)
  - Adelmar (Adalmar)
  - Adelrich (Adalrich)
  - Adelrun (s. Alrun)
  - Adelward
  - Adolf (Adi), Adalwolf, Adolfa
  - Adolfine
- Aistulf (Astolf, Astulf)
- Al-: (leitet sich auch von „Adal-“ (Edel-) ab)
  - Alber, Albero
  - Alberich (Arik)
  - Albert
  - Alberta, Albertine
  - Albin, Alboin, Albuin (Albwin)
  - Albrecht (s. Adalbert, Adelbert, Albrecht)
  - Albrun
  - Aldhelm (Adelme)
  - Aldo, Aldona
  - Alf
  - Alfke
  - Alfons (Adalfuns)
  - Alfred, Alfried; Alf, Alfreda
  - Alhard,  Alhardus
  - Alida, Alide
  - Alinda, Alinde
  - Alke
  - Alkuin
  - Alla
  - Almar
  - Almut, Allmut, Almute, Almuth; Almudis, Adelmut
  - Alois, Aloys
  - Aloisia
  - Alram
  - Alrun, Adelrun, Alfrun, (Elfrun)
  - Alsuna
  - Alva, Alvar
  - Alveradis
  - Alwin
  - Alwina, Alwine
- Aleferna (Fenna, Fenne)
- Alt-:
  - Altburg
  - Altfrid (Altfried)
  - Altmann
  - Alto (bair.)
- Amal-(a-): (lat.-germ.)
  - Amalaswintha
  - Amalberga (Alma, Amalaberga)
  - Amalgunde
  - Amalhilde
  - Amalia, Amalie, Amelie
  - Amalrich
- Anno (Onna, Onno)
- Ans-(siehe auch: As-):
  - Ansbald
  - Ansbert
  - Anselm (Anshelm)
  - Anselma (Selma)
  - Ansfried
  - Ansgar, Ansger
  - Ansgard (Asgard)
  - Ansmund (Asmund)
  - Answald
  - Answin
- Arbogast
- Archibald
- Ariald
- Ariovist, Ariowist
- Aribert, Aribo, Arbeo
- Arlett, Arletta, Arlette
- Armgard
- Armin
- Arn-(Aren-):
  - Arend (Arendt, Arnd, Arndt)
  - Arne, Arno
  - Arnfried
  - Arnhelm
  - Arnim
  - Arnold (Arnhold, Arild)
  - Arnolda, Arnolde, Arnoldine
  - Arntrud
  - Arnulf, Arnolf
  - Artur (Arnthor)
- Arnest (s. Ernst)
- Arwin
- Arved (Arvid, Arwed, Arwid)
- As-:
  - Asgard
  - Asger
  - Asmund
  - Astrid (Ase, Asta)
  - Astrud
  - Aswald (Oswald)
  - Aswin (Oswin), Aschwin, Askwin (Asko)
- Audomar (Odomar)
- Ava (Awa)

## B
- Bado
- Bald- (Balt-):
  - Baldegunde
  - Balder, Baldur
  - Baldo
  - Baldebert
  - Baldemar (Baldomar)
  - Balderich
  - Baldfried
  - Baldram (Baltram)
  - Balduin, Baldwin
  - Balthild, Bathilde
  - Baltrun
- Balko
- Bardo
- Bardolf
- Bega, Begga, Bego
- Belinda
- Benno
- Ber-:
  - Ber (Bär, Beer, Behr)
  - Berald
  - Berga, Bergi
  - Bergunde (Berchtegundis, Perchtigund, Perchunt, Perchkund, Perchkint)
  - Berhard
  - Berlinde
  - Bermann
  - Bermar
  - Bero (Berowelf)
  - Berwig
  - Berwin
- Bern- (Beren-):
  - Behrendt (Berend, Barend, Berent, Behrend)
  - Bernard
  - Bernadette, Bernarda, Bernharde (weibliche Formen zu Bernhard)
  - Bernd, Berni, Berno (Kurzformen zu den folgenden Namen auf Bern...)
  - Berndhard
  - Bernfried, Bernfriede
  - Berngard
  - Bernger, Berengar, Berengaria, Berenger
  - Bernhard, Bernhardin
  - Bernhelm
  - Bernhild (Benilda)
  - Bernmar
  - Bernold (Bernhold)
  - Bernolde (Bernalde)
  - Bernulf
  - Bernward
  - Bernwald (Bernald)
- Bert-:
  - Bert, Berti (Kurzformen zu den folgenden Namen auf Bert...)
  - Bertha (Bechta, Berta) (weibl. Kurzformen zu den folgenden Namen auf Bert...)
  - Bertfried, Bertfriede
  - Bertheid
  - Berthold (Berchtold, Bertold), Bertholde (Bertolde), Petzold (fränk.-oberpf.)
  - Bertlinde
  - Bertolf (Bertulf)
  - Bertram
  - Bertrand
  - Bertrude (Bertraut)
  - Bertrun
  - Bertwin
- Betmann
- Bihildis
- Billie (Bill, Billfried, Billhard, Billi, Billibald)
- Bieler
- Birger, Birgit, Birgitta, Birte, Bibi
- Birk, Birke
- Björn
- Blid- (Blit-):[1]
  - Blide
  - Blidfried
  - Blidgard
  - Blidger
  - Blidhilde
  - Blidmar
  - Blidolf
  - Blidram
  - Blithard
- Bod- (Bot-):
  - Bodebert
  - Bodewald
  - Bodmar, Bodomar, Botmar, Botmer
  - Bodo
  - Boso
  - Bothild (Bodil)
  - Bothilde (Botilde)
  - Botho
- Borwin (slaw.-germ)
- Brandolf, Brand, Branda, Brando
- Bravmann
- Brigitte, Britt, Britta (kelt.-germ.)
- Bringfriede, Bringfried (Neubildung des 20. Jahrhunderts)
- Brun (Bruno), Bruna, Bruni
- Brunhard
- Brunold
- Brunhild, Brünhild, Brunhilde
- Burg- (Burk-):
  - Bork (niederdeutsch)
  - Burg, Burk, Burke
  - Burga, Burge
  - Burgfried, Burgfriede
  - Burghard, Burchard, Burkhard
  - Burghild (Burghilda, Burghilde), Borghild (Borghilde)
  - Burgi
  - Burglinde (Burglind)
  - Burgmar
  - Burgunde
  - Burgwalt
  - Burgwin
  - Busso
  - Butz

## C
- Carl, Carlo, Charlie (Charly)
- Charlotte (Carlotta, Charlie), Carla, Carola, Carolin, Caroline
- Chlodulf
- Chlodwig
- Christfried, Chrisfried (griech.-germ. zusammengesetzt)
- Christhard (griech.-germ. zusammengesetzt)
- Christlieb (griech.-germ. zusammengesetzt)
- Clothilde
- Cord (Cordt)
- Cuno

## D
- Dagmar
- Dagny
- Dagobert (kelt.-germ.)
- Dank-:
  - Dankmar (siehe auch: Thankmar)
  - Danko
  - Dankrad (siehe auch: Tankred)
  - Dankrun
  - Dankward (siehe auch: Dankwart)
- Dedo (Deddo)
- Degenar, Degenhard
- Deike (weiblicher Vorname, friesisch/niederdeutsch), Deeke
- Diemar, Diemo, Thiemo (Dimo, auch Timo, was aber meistens als vom griech. Timotheus abgeleitet angenommen wird)
- Diemut
- Diet-, Det-, Dit-:
  - Detlef (Detlev), Dietlef
  - Dietbald
  - Dietbert
  - Dieter, Diether, Dietrich, Dietke, Ditrich
  - Dietfried
  - Dietger
  - Dietgard
  - Diethard
  - Diethelm
  - Diethild
  - Diethold (Dietel, Dietold)
  - Dietlieb, (Dietleb)
  - Dietlind, Dietlinde
  - Dietmann
  - Dietmar (Thietmar), Ditmar, Detmar, Dettmar
  - Dietmund (Detmund, Ditmund)
  - Dietolf (Dietulf, Dietwolf)
  - Dietram
  - Dietrich (siehe Dieter)
  - Dietrun
  - Dietwald, Dietwalt
  - Dietward
  - Dietwin
  - Dirk, Derrick (Kurzformen von Dietrich)
- Dodo
- Dolf, Dölf, Dolfi (schweiz. Kurzformen zu Adolf und Rudolf)
- Donald (kelt.-germ.)
- Dracholf
- Durs

## E
- Eberhard (Ebert, Evert)
- Eberwin (Eberwein)
- Ebbo (Eppo)
- Eckbert (Eckbrecht, Egbert, Ekbert)
- Eckhard (Eckard, Ecke, Eckehard, Ekhard, Ekkehard; Egard, Egart, Eggert)
- Ed-, Edel-:
  - Ed, Ede, Edi
  - Edburga (Edburg)
  - Edda (Etta)
  - Edelgard, Edel (Ethel)
  - Edeltraud
  - Edgar
  - Edigna
  - Edith (Edgitha)
  - Edmund
  - Edwin
  - Eduard (Edward)
  - Edzard
- Eg-, Egil-;
  - Egilbert
  - Egilmar
  - Egilwart
  - Eginald
  - Egmond, Egmund (Agimund)
  - Egolf (Eglof)
  - Egon, Egino
- Ehregott
- Ehrenfried (Erfried)
- Ehrengard (Ergard)
- Ehrenreich (Ehrentreich, vgl. Erich)
- Ehrwald
- Eike (Eik)
- Eila
- Eilbert, (Elbert), Eilbrecht
- Eilert
- Eilfried
- Eilhard
- Einar (Eina)
- Einhard (Eginhard)
- Eitelfriedrich (Eitel)
- Elfe
- Elfgard
- Elfriede
- Elfrun
- Elke
- Elmar, Elimar, Elmo
- Elvira
- Elwin, Elwine
- Embert
- Emgard
- Emich (Emicho)
- Emma
- Emmehard
- Emmeline
- Emmeram
- Emmerich (Emerich, Haimerich)
- Engel-:
  - Engelbert
  - Engelfried
  - Engelhard
  - Engelhelm
  - Engelke (fries.)
  - Engelmar
- Enno
- Erd-:
  - Erdhard
  - Erdmann
  - Erdmute (Erdmut)
  - Erdrun
  - Erdwig
  - Erdwin
- Erhard
- Erich, Erik, Erika, Eriko
- Erkenbert
- Erkenhild
- Erkentraud
- Erl-:
  - Erla, Erle
  - Erlfried, Erlfriede
  - Erland (Erlend), Erlanda
  - Erlgard
  - Erling, Erlung
  - Erltraut, Erltraud (Erltrud)
  - Erlwin
- Erm-:
  - Erma (Ermel)
  - Ermelinde (Ermlinde)
  - Ermenegildo
  - Ermenhild (Ermenhilde)
  - Ermenrich (Ermanarich)
  - Ermentrud
  - Ermgard
  - Ermin, Ermina
- Erna, Erni, En
- Ernhild
- Ernst, Ernest, Ernestine
- Ertlinde
- Erwald (Ehrwald)
- Erwin
- Erwina, Erwine
- Estrid (Nebenform von Astrid, in Norddeutschland vorkommend)
- Etzel
- Evelinde (hebr.-germ.)
- Everdina, Everdine
- Evke, Eveke
- Ewald

## F
- Falk, Falko (Falco)
- Falkmar
- Far-:
  - Fara (Faro)
  - Farhild, Ferhild
  - Faramund, Fermund
  - Farold (Farald)
  - Farulf
- Fedde, Fedder, Feddo (fries. Formen von Friedrich)
- Fehild
- Femme (Famke, Femke)
- Fenja, Fenna, Fenne
- Ferdinand (Ferdi, Fernand)
- Ferfried
- Fernanda, Fernande
- Ferun
- Fiete
- Filibert (Filiberto, Philibert)
- Filiberta
- Finja, Finn
- Flemming
- Floribert (lat.-germ.)
- Folke, Folker, Folkert, Folko
- Folkward
- Folmar
- Fons
- Frank, Franka
- Franz, Franziska
- Frauke
- Frei
- Freidank
- Freimund
- Freimut, Freimuth
- Freke
- Freya, Freia
- Frick, Fricke
- Fried-/Frid-/Fred-:
  - Fred (Freddy), Freda, Fredi, Fredo
  - Fredegar
  - Frederick, Frerich
  - Fredmund (Friedmund)
  - Frida, Frieda
  - Fridenand
  - Friedbald (Friedebald)
  - Friedbert (Friedebert, Friedebrecht)
  - Friedburg (Friedeburg)
  - Friedel, Frieder, Frido, Fridolin, Fritz, Fritzi (Verkleinerungsformen zu Friedrich)
  - Friedegard
  - Friedegund, Friedegunde (Fredegunde)
  - Friedemann
  - Friederike (Frederike)
  - Friedger (Friedeger)
  - Friedgott
  - Friedhard (Friedhart)
  - Friedhelm
  - Friedhilde (Friedhild)
  - Friedland
  - Friedmar
  - Friedolf
  - Friedrich (Friederich)
  - Friedrun
  - Friedwald (Friedewald)
  - Friedwart
  - Friedwig
  - Friedwin
- Frigg, Frigga
- Friso (Frieso)
- Fritz (s. Friedrich)
- Frowin
- Fürchtegott

## G
- Gaidemar
- Gamrath
- Gandolf, Gandulf
- Gangolf
- Gardis (Gardi)
- Garibald, Gaubald, Gerbald (Gerbold), Gerwald
- Garlef (Garlieb, Garrelf)
- Gastold (Gast)
- Gebhard, Gebbert, Gebbo, Gebke, Geppert
- Gebharde (Geba, Gebba, Gebine)
- Gelsa
- Ger-:
  - Gera (weibl. Kurzform zu Namen mit Ger-)
  - Gerald, Geralde, Geraldine
  - Geralf, Gerolf (Gerwolf)
  - Gerbert
  - Gerbod (Gerbot)
  - Gerbrand (Garbrand)
  - Gerburg (Gerborg)
  - Gerda (Vorname), Gerde, Gerdi
  - Gerfried
  - Gerhard, Gerard, Gerd (fries. Garrit, Gard)
  - Gerharde (Garda, Gerarde, Gerda, Gerhardine)
  - Gerhauß
  - Gerheid
  - Gerhild (Gerhilde)
  - Gerhoch, Gerhoh
  - Gerhold (s. Gerold)
  - Gerke, Gerko (niederdt.-fries.)
  - Gerlach
  - Gerland
  - Gerlinde (Gerlind, Gerlindis)
  - German (Germann)
  - Germana
  - Germar
  - Germo
  - Gernand
  - Gernhard
  - Gernot
  - Gero
  - Gerold (fries. Garrelt), Gerhold
  - Gerrit
  - Gerta, Gerte, Gerti
  - Gerthold
  - Gertrud (Vorname), Gertraud (Geeske, Gela, Geli, Gesa)
  - Gerwald (s. Garibald, Gerald, Gerbald)
  - Gerwig
  - Gerwin (Gervin)
  - Gerwine
- Gescha, Gesche
- Gesine
- Gilbert (Gil), Gilbrecht, Gildebrecht
- Gilberte
- Gilda, Gildo (Guildo)
- Gila (Gilla) (s. Gisela)
- Gillo
- Gilmar
- Gis-:
  - Gisa, Gesa
  - Gisberg (Gisberga)
  - Gisberta
  - Gisburg
  - Gisela, Giesela, Gisele
  - Gisbert (Giselbert), Giesebrecht, Gisbrecht
  - Giseke (Gieseke)
  - Giselbrand (Gisbrand)
  - Giselheid
  - Giselher
  - Giselmund (Gismund)
  - Giseltraud (Gieseltraud), Gistrud
  - Gislind, Gislinde (Giesline)
  - Gismar, Gismara
  - Gismut
  - Giso
- Glaubrecht (Glauberecht)
- Glismut
- Göbel
- Goda, Godela, Godeleva, Godowela
- Gode (Göde, Göte, Göta) (Kurzformen zu Namen auf Gode-)
- Godebert, Godeberta
- Godegisel
- Godehard
- Godelief
- Godelinde (Gotlinde)
- Godwin
- Göke (niederdt.-fries.)
- Golda (Golde)
- Golo
- Gonda, Gönke (nordfries.), Gönna
- Gosbert
- Goswin
- Gott-(Got-):
  - Gotlind, Gotlinde
  - Gottbert (Godebert)
  - Gottfried (Göpf, Götz, Govert)
  - Gottfriede (weibl. Form)
  - Gottgetreu
  - Gotthard (Gotthar, Gotter)
  - Gotthelm
  - Gotthild (Gothild)
  - Gotthilf (Gotthelf)
  - Gotthold, Gottholde
  - Gottlieb, Gottliebe, Gottlob
  - Gottmann (Gutmann)
  - Gottmar, Gotmar
  - Gottschalk
  - Gottwalt
  - Gottwert
  - Gottwin (Godwin)
  - Götz (s. Gottfried)
- Gralf
- Grimald (Grimo, Grimoald, Grimbald, Grimwald)
- Grimbert
- Griseldis (Griselda)
- Grisold (Griswold)
- Gudmund
- Gudo
- Gudrun (Guda, Gutrune)
- Gudula
- Guido (Guidobald)
- Gumprecht (Gumpert), Gumbert
- Gund-/Gunt- (Gun-):
  - Gun (Gunn)
  - Gunberta
  - Gunborg
  - Gund
  - Gunda (Gonda, Gundi, Gunna)
  - Gundekar (Gunzo)
  - Gundel
  - Gundelinde (Guntelinde)
  - Gunder
  - Gunnar
  - Gundhelm
  - Gundo (Gunde)
  - Gundobald (Gundobad, Gundowald)
  - Gundobert, Guntbert (Gumbert)
  - Gundolf
  - Gundomar (Gundemar), Guntmar
  - Gundula
  - Gunhild (Gunild), Gunilla, Gunthild (Gunthildis)
  - Gunter, Gunther, Günther (Gunthar)
  - Guntfried
  - Gunthamund
  - Gunthard (Günthard)
  - Gunthelm
  - Guntmar
  - Guntrad, Guntrada, Guntrade
  - Guntram (Gundram)
  - Guntrud
  - Guntrun
  - Guntwin
- Gustav (Gusta, Gustel), Gustava
- Gyburg (historisch Gyburc)

## H
- Had- (Hadu-):
  - Hadfried
  - Hadmar, Hademar, Hathumar
  - Hadmut, Hadumod
  - Hadrich
  - Hadubrand
  - Hadwig (Hedwig)
  - Hadwin
- Hagarun
- Hagbert (Hagbard)
- Hagen
- Halfred, Halfried
- Halgerd (Hallgerd)
- Halma, Halmar (Hallmar)
- Hanfried (hebr.-germ. zusammengesetzt)
- Harald, Harold
- Haribald
- Haribert (Aribert, Harribert, Harrybert, Heribert)
- Hariolf, Herulf
- Harro
- Harry (Harri)
- Hart- (Hard-):
  - Hardo (Harto)
  - Hardrad
  - Hartbert
  - Hartfried
  - Hartgar
  - Hartlieb
  - Hartmann
  - Hartmut
  - Hartrad (Hartard)
  - Hartwig (Hartwich)
  - Hartwin (Hardwin)
- Hasso, Hasko
- Hatto (Hadwin)
- Hauke (norddt.-fries.)
- Hechard (Eckart)
- Hedwig (Hadwig), Hedda, Hede, Hedi, Hetti
- Heibert
- Heid–:
  - Heide, Heidi (Heidy)
  - Heidelinde
  - Heidemarie (germ.-hebr. Zusammensetzung)
  - Heidenreich
  - Heiderose (germ.-lat. Zusammensetzung)
  - Heidolf
  - Heidrun
- Heike
- Heiko
- Heil-:
  - Heila, Heile, Heilka, Heilke (Helke)
  - Heilgard (Helgard)
  - Heilmar
  - Heilmut (Helmut)
  - Heilo, Heilko (Helko)
  - Heiltraud, Heiltrud (Heltrud)
  - Heilwig (Helwig)
- Heimbrecht, Hemprich, Hempo
- Heimerad
- Heimo (Haimo, Haymo), Heime
- Hein-:
  - Hein, Heine, Heini, Heino, Heio (Kurzformen von Heinrich)
  - Heiner (Henner) (Kurzformen von Heinrich)
  - Heinfried
  - Heinhard (Heinar)
  - Heinhold (Heinold)
  - Heinrich, Heinke, Hendrik, Henri, Henry, Hinnerk
  - Heinrike
  - Heinz
- Helder (Haldor)
- Helfgott
- Helfrich (Chilperich), Helferich
- Helfried
- Helga
- Helgard (Heilgard)
- Helge, Helgi, Helgo
- Helgit
- Helke (Heilke), Heila, Heile, Heilka
- Helko (Heilko), Heilo
- Hella, Helle
- Helm-:
  - Helm, Helme, Helmo
  - Helma
  - Helmar, Helmer, Hjalmar
  - Helmbert, Helmbrecht
  - Helmke
  - Helmold (Helmhold)
  - Helmrich (Helmreich)
  - Helmund
  - Helmut (Heilmut), Hellmuth
- Helwig (Heilwig)
- Hemma
- Hendrik (s. Heinrich)
- Henning (Hennig, Henny) (s. Heinrich, auch hebr. von Johannes mögl.)
- Henriette (Hetti, Jette)
- Henrik, Henriko (s. Heinrich)
- Henrike (Henrika)
- Her-, Heri-:
  - Herbert (Herbie), Herbort, Herbrecht, Heribert
  - Herbrand
  - Herfried
  - Hergard, Hergart
  - Hergund (Hergunde)
  - Heribald
  - Heribert (Haribert, Herbert)
  - Heriger
  - Herland, Herrand
  - Herlinde
  - Hermann (Herrmann), Harm (ostfries.)
  - Hermine (Herma)
  - Hermund
  - Hermut
  - Herold (Herald, Herhold, Herrold)
  - Herrad, Herrada
  - Herrand
  - Hert (Herdt, Herth)
  - Hertha (Herta)
  - Herulf (Herolf)
  - Herwald
  - Herward (Herwart, Herwarth)
  - Herwig
  - Herwin
  - Herzl (jidd.)
- Hetti (männl., aber auch weibl. Kurzform von Hedwig)
- Hild- (Hilt-):
  - Hilde, Hilda
  - Hildebad
  - Hildebert (Hilbert, Hilwert)
  - Hildebold (Hiddi)
  - Hildebrand (Hillebrand)
  - Hildegar (Hildeger, Hildiger, Hilger)
  - Hildegard (Hildegarde)
  - Hildegrim
  - Hildegund, Hildegunde (Hildegundis), Hiltigunt
  - Hildemar
  - Hildeward (Hilward)
  - Hildrun
  - Hildburg, Hiltiburg
  - Hiltraud, Hiltrud
- Hilke (Heilke)
- Hilko
- Hilma
- Hilmar (Hjalmar)
- Hitto
- Holger (Halger, Hilger)
- Holm
- Horst, Horste
- Horsta
- Horstmar
- Hubald, Hubold
- Hubert (latinisiert: Hubertus), Hugbrecht
- Hubertine
- Hugo
- Hugdietrich
- Hulda
- Huldreich, Huldrych, Huldreych (Ulrich)
- Humbert (Humbertine, Hunbert)
- Humbold
- Humfried (Humfred)
- Hunold (Huno)
- Hunulf (Hunwulf)
- Huwald

## I
- Ida, Itta (Iduberga)
- Idun, Iduna
- Igor, Ingvar (Ingwer)
- Ilga (Illga, Illa), Ilgard (Illgard), Ilge
- Illobrand (Illo)
- Imke, Imko, Imma
- Ing-(In-):
  - Ina, Ino (als Kurzform zu „Ing“-Namen)
  - Inga, Inge (Kurzformen zu Ingegerd, Ingetrud u. a.)
  - Ingbert
  - Ingeborg (Ingeberg, Ingeburg)
  - Ingebrand
  - Ingfried (Ingfrid, Ingofred, Ingofried)
  - Ingfriede, Ingefried
  - Inghild
  - Ingmar (Ingomar)
  - Ingo (Kurzform zu Ingobald, Ingobert, Ingomar u. a.)
  - Ingolf
  - Ingrid, Inger
  - Ingrun
  - Inka, Inken
  - Insa
- Iring
- Irm-:
  - Irma, Irmi
  - Irmbert, Irmin, Irmo
  - Irmela
  - Irmgard
  - Irmhild, Imelda
  - Irmina
  - Irminar
  - Irmlinde
  - Irmtraud, Irmtraut (Irmentraud)
- Irvin (Irwin)
- Is(e)-:
  - Isberga
  - Isbert (Isbrecht)
  - Isbrand (Isebrand)
  - Isfried (Isfrid)
  - Isgard
  - Iska, Isa, Iso (Kurzformen zu Isfried, Ismund, Isolde u. a.)
  - Islinde (Islind)
  - Ismar
  - Ismund
  - Isolde (Isold, Isolda)
  - Isrun
- Iva, Ivar (Iwer)
- Ivo (Iwo), Ivonne

## J
- Jelto
- Jetta, Jette, Jetti (siehe Henriette)

## K
- Kari (v. a. Schweiz u. Österreich)
- Karl (Kalle, Karel, Karlo, Karol)
- Karla, Karline, Karola, Karoline
- Karlfried
- Karlmann
- Keno (ostfries. Form von Kuno)
- Klothilde (in Süddeutschland)
- Knut (Knud)
- Komar
- Konrad, Konrada, Kunrada
- Kraft
- Kreuzwendedich
- Kriemhild
- Kundry
- Kunheide
- Kunibert, Kuniberta
- Kunigunde, Kuni (in Bayern)
- Kunna
- Kuno (Kurzform zu Kunold, Kunolf, Konrad u. a.)
- Kunz
- Kurt

## L
- Lambert (Lambrecht, Lampert, Lamprecht, Lantpert)
- Lamberta
- Land- (Lan-):
  - Landbrecht, Landebert (siehe Lambert)
  - Landelin, Landolin, Lanzelin
  - Landerun
  - Landfried
  - Lando
  - Landoald
  - Landogar
  - Landolf
  - Landolt (Landhold)
  - Landomar
  - Landrada
  - Landrich
  - Landwin
  - Lanzo[2] (englisch Lance, Lanny)
- Leberecht (Lebrecht)
- Leiderat (Leidrad)
- Leif, Leefke, Levke
- Leo
- Leodegar (Leodgar) (s. Ludger)
- Leonhard, Leonard, Lennert, Lennet, Lienhard, Leon
- Leonhilde, Luithilde
- Leopold (Leobald), Leutold, Liebel, Liutbald, Liutold, Luitpold
- Leopoldine (Leopoldina)
- Lerke
- Lewin (Levin), Lebuin (als Varianten von Liebwin)
- Liebegott
- Liebgard
- Liebke
- Liebwin, Leobwin, Leutwin (Leutwein)
- Lieven
- Lina (Kurzform zu Namen wie Karolina)
- Linda, Linde, Linza (Linzi) (Kurzformen zu zahlreichen Namen, wie Gerlinde, Lindgard, Sieglinde u. a.)
- Lindgard
- Lioba
- Liutgard (Luitgard, Lutgart)
- Lothar, Lother (Luther)
- Lothara (frz. Lorraine)
- Lotte (Kurzform zu Namen wie Charlotte)
- Lubbert (Leudobercht, Lübbert) (fries.)
- Lud-, Lui(t)-, Lut-:
  - Ludbert
  - Lüder, Lüdke, Lutter (Luther)
  - Ludger (Ledger, Leudagar, Liudger, Ludgera), Leodegar
  - Ludgard (s. Luitgard)
  - Ludmar
  - Ludolf (Chlodulf, Ludolph), Ludo
  - Ludwig (Alois, Louis, Luis)
  - Ludwin
  - Luise (Aloisia, Isa, Luisa), Lou (Louise), Lulu
  - Luitberga
  - Luitbert
  - Luitfried
  - Luitgard (Leutgard, Liudgard, Ludgard, Luitgardis, Lutgard)
  - Luithilde
  - Luitpold
  - Luthard (Luthardt)
  - Lutz (Kurzform zu Ludger, Ludwig u. a.)

## M
- Magnerich
- Magni
- Maik, Maike (s. Meik, als Kurzformen zu Namen auf Mai- und Mein-)
- Malinda, Malinde
- Malu (Malou) (abgeleitete Kurzform aus hebr.-germ. Marie-Luise)
- Malte
- Malvin (Name), Melvin
- Malwine (Malwida, Melwine), Malve, Malwe, Malke
- Mandicho, Mendicho
- Mando, Manto
- Manfred, Manfried
- Manfreda, Manfriede
- Manhard (Manhart, Mannhardt)
- Manhold
- Manno (Kurzform zu Namen auf Man-)
- Manwald, Mangold (Manegolt)
- Mar-/Mer-:
  - Maralda, Marhild (Mara)
  - Marbert (Marbrecht)
  - Marbod (Marbot)
  - Marbold, Marwald
  - Marhold (Marold)
  - Marlinde (Marlind), Merlinde (Merle)
  - Marwin (Marvin)
  - Marwig
  - Margund
- Mark-:
  - Mark, Marke, Marko (wenn von „Marka“ bzw. Vornamen auf Mark- abgeleitet)
  - Markhard (Markert)
  - Markolf, Markulf
  - Markwart, Mack, Marquard, Merkel
- Mathilde (Adela, Matilda, Maud, Thilda)
- Mechthild
- Medard (Machthard, Mathard)
- Meginhard
- Meik, Meike, Meiko, Meyk (s. Maik, als Kurzformen zu Namen auf Mai- und Mein-)
- Mein-/Men-:
  - Meinald, Meinhold, Meinold
  - Meinholde
  - Meinberga
  - Meinburga (Meinburg)
  - Meine, Meino, Menne, Meno, Menno (ostfries. Kurzformen zu Namen auf Mein-)
  - Meinfried
  - Meinhard (Mainhard, Mainart, Maint, Meinert, Menard)
  - Meinharde (Meinarde)
  - Meinolf, Meinulf
  - Meinrad, Meinrade
  - Meinwald
  - Meinward (Meginward)
  - Mena, Menna (fries., weibl. Kurzform zu Namen auf Mein-)
- Merve, Merwe, Merwin
- Merit (göttliche Schönheit)
- Metta, Mette (fries. Kurzform zu Mechthild)
- Milda (Kurzform zu Namen auf Mild-/ Milt-)
- Mildburg
- Mildred
- Miltraud (Miltraut)
- Mimi (Kurzform u. a. zu Wilhelmine)
- Mina, Mine
- Minka, Minke
- Minna, Minne (s. Wilhelmine)
- Minnegard (Mingard)
- Minnie (Mini, Minni)
- Minno
- Mombert, Mombrecht
- Momme (Mombke, Momke)
- Munibert
- Mut-:
  - Mutbrecht
  - Mute (Kurzform zu Erdmute, Richmute)
  - Mutfried
  - Mutgard
  - Muthard (Muthart)
  - Mutram
  - Mutwin

## N
- Nanna (Nanda)
- Nandolf (Nando, Nante)
- Nantwig
- Nantwin
- Neidhart (Neithard, Nithard)
- Nivard
- Nolda, Nolde
- Nonfried
- Nonna, Nonno
- Nor-(Nord-/Nort-):
  - Norbert
  - Norberta (Nora, wenn nicht von Eleonora abgeleitet)
  - Nordger (Norger)
  - Nordrun
  - Nordulf (Nordolf)
  - Nordwin (Norwin)
  - Norfried
  - Norgard (Nordgard, Norgart)
  - Norma
  - Norman (Normen)
  - Northild (Nordhild)
  - Nortrud
  - Nortrun
  - Norward
  - Norwig, Norwiga
- Notburga
- Notker, Notger, Notgera

## O
- Ocke (Oke, Okke, Okko) (norddt.-fries.)
- Oda, Odile, Odilia, Otta, Ottilie
- Odalinde
- Odin, Odina
- Odo (Otto)
  - Odilo
- Odulf
- Olaf, Ole, Ollo
- Oldwig (Oltwig)
- Olf (Alf, Oelfke)
- Olga, Oleg (slaw. Formen von Helga)
- Onna
- Onno
- Ort-:
  - Orthilde
  - Ortlinde, Ortlindo
  - Ortrud (Ortraud)
  - Ortrun
  - Ortwin
- Os-(As-):
  - Osfried
  - Osgard
  - Oskar (Oscar, Osgar)
  - Osmar
  - Osrun
  - Ostara
  - Osterhild
  - Oswald
  - Ossel
  - Oswin
- Ot-:
  - Otbert
  - Otger
  - Othar
  - Othilde
  - Otmar (Odomar, Othmar)
  - Otta
  - Ottfried (Otfried)
  - Otthein
  - Ottilia, Ottilie (s. Oda)
  - Otto (Odo)
  - Ottokar
  - Ottonie
  - Ottwin

## R
- Raban
- Rabodo (Rabod)
- Radbod (Radbot)
- Radegunde, Radegundis
- Radolf (Radulf, Ralf, Ralph)
- Rain-/Rein- (Ragin-/Regin-):
  - Raik (Reik, Reyk, Rayk), Raika (Reyka), Raiko (Reiko) (Kurzformen zu Namen auf Rai-/Rei-)
  - Raimund (Raymund, Reimund), Raimo (Reimo), Raimon, Ramona, Reemt
  - Rainald (siehe Reinhold)
  - Rainer (Rayner, Reiner, Reinher), Ragnar
  - Raingard (Reingard)
  - Rainulf (Rainolf, Ranulf, Reinolf, Reinulf)
  - Regina (als Kurzform von Namen auf Regin-, aber auch aus dem Lateinischen)
  - Reginald (Raginwald, Rainald, Raynald, Reginbald, Renald, Rinaldo)
  - Reginbert
  - Reginhard (Reginar, Reginard, Reginhar)
  - Reginolf (Ringolf, Ringulf), Ringo
  - Regintrud
  - Reina (Raina)
  - Reinbert (Rainbert)
  - Reinburg, Reinburga
  - Reinfried (Rainfried, Reginfrid)
  - Reinhard (Rainard, Rainhard, siehe Reginhard)
  - Reinharde
  - Reinhelm
  - Reinhild (Raginhild, Ragna, Ragnhild, Rainhild, Rainhilde, Reinhilde, Reinhildis)
  - Reinhold (Rainald, Rainhold, Raynald, Renold, Rinaldo, Rinold)
  - Reinmar (Raimar, Raimer, Raimo, Reginmar, Reimo), Reimar (Reimer in Schleswig-Holstein), Remmer
  - Reint
  - Reinward (Rainward)
- Ralf (s. Radolf)
- Ram-:
  - Rambert
  - Rambo (Kurzform zu Namen auf Ramb-)
  - Rambod
  - Rambold (Rambald)
  - Ramgar
- Ran-:
  - Randi, Randy
  - Randolf (Randulf)
  - Randolfine
  - Randwig
  - Randolt (Randalt)
  - Rango
  - Ranmar
  - Ranolf (Ranulf)
- Rapold
- Rasso (bair.)
- Rathard
- Ratmar
- Rembert (Rimbert)
- Rembrandt (Rembrand)
- Rein-: (siehe Namen unter „Rain“)
- Remko
- Remmer, Remmert
- Rich-/Rig(o)-:
  - Richard, Richardis, Richardse, Reichert, Ricarda, Ricardo, Rick, Rikard
  - Richbert
  - Richenza
  - Richgard
  - Richhilde (Richhild, Richild, Richilde)
  - Richmund (Richmond)
  - Richmunda (Richmunde, Richmundis)
  - Richmut, Richmute (Richmodis)
  - Richwin
  - Rico (Riko)
  - Rigmor (Rigmar)
  - Rigobald
  - Rigobert (Rigo)
- Ricke, Rika, Rike
- Rimbert (Rambert, Rembert)
- Rinelda
- Ringolf (Ringo)
- Robert, Rob, Robin (abgeleitet von Ruprecht, s. u.)
- Roberta
- Roch-:
  - Rochbert
  - Rochold
  - Rochus (Rocco, Rocho, abgeleitet von Roho)
  - Rochwald
- Rod-(Rot-)/Rud-(Rut-):
  - Roda (Rodelind, Rodelinda)
  - Roder, Rodo, Rother, Rotho
  - Roderich (Rorich, Rudrich)
  - Rodewald (Roald)
  - Rodhard (Rothard), Ruthard
  - Roland (Rodland), Ruland (Rudland)
  - Rötger, (Röttger)
  - Ruda
  - Rudgar, Rüdiger (Rodger, Roger, Rudger, Ruger, Rutger)
  - Rudi (Rolli, Rollo, Rotho, Rüedi, Rudo)
  - Rudmar
  - Rudolf (Dolf, Rolf)
  - Rudolfine
  - Rudbert
  - Ruthild (Rudhild), Ruthilde
  - Rutlieb (Rudlieb)
- Romilda (Romhild, Rumhild, Rumilda)
- Romuald (Romwald, Rumold)
- Ron, Ronnie, Ronny
- Ronald (Ranald, Reginald), Rona
- Ronja
- Rosalind, Rosalinde (Rosalin)
- Rosamund, Rosamunde
- Roswin
- Roswitha (Roswita), Rosi, Rossi
- Rotraud, Rotraut, Rotrud
- Rowena
- Rulf (s. Rudolf)
- Rune (Runa)
- Runhild
- Ruprecht (Rupprecht), Rupert (Ruppert)

## S
- Salgard
- Salinda, Salinde (Kurzformen zu Rosalinde/-a)
- Sanna, Sanne (unterschiedliche Ursprünge: hier abgeleitet von sann, was wahrhaftig bedeutet)
- Sarhild
- Sarolf (Sarulf)
- Saskia (Sachso, Sassa, Sasso)
- Schwabhild
- Schwanhilde (s. Swanhild)
- Sebald (Sebalde) (in Bayern/Franken)
- Selma (unterschiedliche Ursprünge, s. Anselm, Anselma)
- Selmar
- Sieg-/Sig-:
  - Siegbald (Sebald, Sebo, Siebold)
  - Siegbert (Siegbrecht, Siebert, Sigibert), Siegberta
  - Siegbrand, Siebrand, Sibrand
  - Siegburg (Siegburga)
  - Siegfrauke
  - Siegfried (Sigfried), Siegfriede
  - Sieghard (Sighard, Sigehard)
  - Sieghild
  - Sieglinde, Siglinde
  - Siegmund, Siegesmund, Sigismund, Sigismunde, Sigmund
  - Siegolf
  - Siegram
  - Siegwald
  - Siegward, Siewert
  - Sieke (niederdeutsche Kurzform)
  - Sigerich (Sigerik)
  - Sigga
  - Sigi, Siggi, Sikke (Kurzformen zu Namen mit Sieg-)
  - Sigmar
  - Signhild (Signild)
  - Sigrid
  - Sigrun
  - Sigune (Sigina, Siguna)
  - Sigurd
  - Sigwin (Sigiwin)
- Sietske, Sietse (fries.)
- Sif, Siv
- Silke, Silka (als Kurzform von Gisela)
- Sina, Sine, Sintje (Kurzformen zu Gesine u. ä., bzw. fries. „kleine Sonne“)
- Sindolf
- Siri (Sigrid)
- Sirka, Sirko (Sierk, Sirk) (Kurzformen von Sigerich)
- Solveig, Solwig
- Sönke, Sönnich, Sünke (fries., norddt.)
- Sonnhilde
- Sonnwin
- Stein-:
  - Stein (Sten, Steen)
  - Steinar
  - Steinhard
  - Steinmar
- Stillfried (Stilla, Stillan, Stillo)
- Sturm
- Sungard
- Sunhild (Sunnhild)
- Sünje (Sinje, Sintje, Sunje, Sunja, Sunna, Sünne, Synke) (fries., norddt.)
- Svea
- Sven, Svenja, Swen
- Svend, Svende
- Swanhild (s. Schwanhild)
- Swantje (Svantje)
- Swidger (Suitger)
- Sylta

## T
- Talea (Adelheid)
- Tammeke (s. Tammo, Tamcke, Tamke, Thamcke, Thamke, Tambke, Tampke)
- Tammo (Thammo), Tamme (ostfries.), Tamm, Thamm
- Tank-/Thank-:
  - Tanko, Thanko
  - Tankred, Tankrad
  - Thankmar (Tammo, Thammo, Tammeke)
- Tassilo (Tasso)
- Tato
- Teuderun
- Theobald
- Theodolinde (Dietlinde, Theolinde)
- Thietmar (Tiemo)
- Thilo (Thiel, Tila, Tilo)
- Thor/Tor-:
  - Thora (Tora, Tyra)
  - Thoralf (Thoralv, Thorolf, Toralf)
  - Thorbrand
  - Thordis
  - Thorgert (Thorge, Torger)
  - Thorid, Thurid
  - Thorina
  - Thorleif
  - Thorsten (Torsten)
  - Thorwald (norddt.)
  - Torben (Thorben) (norddt.)
- Throals
- Thusnelda
- Tialda, Tjalda (fries. Kurzformen von Thialdhild)
- Tietje (niederdt.)
- Till (Tillfried, Tyl), Tilemann, Tilman (Tillmann)
- Tilda (Mathilde), Tilla
- Tilrun
- Tita
- Tjade
- Tolbert
- Traudlinde
- Traugott
- Traud-, Traut-:
  - Traudel (Traudl, Trautel, Trautl)
  - Traute (Traude) (Kurzformen von Gertraud, Waltraut u. a.)
  - Trautmann
  - Trautmar
  - Trautmund
  - Trautwein, Trautwin
- Trude, Trüde, Trudi (Kurzformen von Gertrud, Hiltrud u. a.)
- Trudeliese (germ.-hebr. zusammengesetzt)
- Trudildis
- Trutz
- Turid (Thorid, Thuride)
- Tyra (Thora, Thyra)

## U
- Ubald (Ubaldo)
- Ubbo (fries.)
- Udo (Udolf)
- Udalrich (s. Ulrich)
- Udalschalk
- Udelgard
- Uland (Uhland)
- Ulbert
- Ulf (Ulv), Unolf (Hunulf, Unulf), Uno (fries.)
- Ulfried (Udalfried)
- Ulla, Ulle
- Uli, Ulli
- Ulrich (Udalrich, Uli, Ulreich, Ulrik), Ueli, Ulin
- Ulrike
- Ulwin
- Unni
- Ute (Uta)
- Utto (Otto)
- Utz
- Uwe, Uwo

## V
- Vanadis
- Verner (Vern, Werner)
- Voldemar (Woldemar)
- Volker, Volke, Volkher, Volkhard
- Volkhold, Volkold
- Volkmar
- Volkwin
- Volkward
- Vollrath (Vollrat, Vollrad, Volrad)
- Volprecht, Volpert (Wolpert)

## W
- Wal-:
  - Wala
  - Walbert, (Waldbert, Wolbert, Wolpert)
  - Walburga (Walpurga; Walburgis, Walpurgis, Waltpurc)
  - Walfried (Walfrid), Walfriede
  - Walli (Wali)
  - Walmar
  - Walo (Wallo)
  - Walrad, Wolrad (s. auch Vollrath, Wolfrad)
  - Walram
  - Walrich
  - Waltraud, Waltrud, Waltrude
- Wald-, Walt-:
  - Waldemar (Woldemar)
  - Waldfried
  - Waldgard
  - Waldhard
  - Waldhelm
  - Waldi
  - Waldlieb
  - Waldmann, Waltmann
  - Waldo
  - Waldrich
  - Waldtraud
  - Walter (Walther), Walder
  - Waltger
- Wanda
- Warnfried (Wernfried)
- Weddo
- Wedigo, Withego (s. Wittigo)
- Wendelin, Wendel, Wendela
- Wendelgard
- Wenke (Wencke, Wienke)
- Werner (Werna, Wernher)
- Wernhard
- Wiborg
- Wichard (Wichart, Wichert, Weichert)
- Wichburg
- Wichmann
- Wid-, Wied-:
  - Widmar (Widomar)
  - Widerhold
  - Wido (Guido, Veit, Wide, Wito, Witu, Witold)
  - Widogard
  - Widolf
  - Widukind (Wedekind, Wittekind)
  - Wiedemann
- Wiebe, Wibke, Wiebke, Vibeke
- Wig-, Wieg-, Wik-:
  - Wiegand
  - Wigald
  - Wigberg, Wigberta
  - Wigfried (Wikfried)
  - Wighard (s. Wichard; Weikard, Wigger, Wiggo, Wigo)
  - Wiglev, Wiglaf (Wiclef)
- Wieland
- Wil-:
  - Wilbert (Wilbrecht), Wilberta (Wilberte)
  - Wilburg
  - Wilderich
  - Wilfried (Wilf), Wilfriede
  - Wilgard
  - Wilhelm, Wilhelmine, Wilm, Wilma, Wilke, Wilko, Wim
  - Willehad
  - Willi (Will, Wille, Willo, Willy)
  - Willio
  - Willhard
  - Willibald
  - Willrath
  - Willrich (Willerich, Wilrich)
  - Wilmut
  - Wiltraud (Willtraut), Wiltrud
- Win-:
  - Win
  - Winand (Wienand)
  - Winfried, Wini, Winni
  - Winifred (Winnifred), Winnie
  - Winhard
  - Winimar
  - Winnibald
  - Winrich (Wenrich)
- Wiprecht (Weiprecht)
- Wirich (Weirich)
- Wisgard
- Withold (Widald, s. Wido, Witold)
- Wittigo (Witigo), Witiko
- Wolbert, Wolbrecht
- Wolgard
- Wolf- (Wulf-):
  - Wolf, Wulf, Wulfila
  - Wolfbert
  - Wolfdietrich (Wolfdieter)
  - Wolfgang
  - Wolfger (Wolfgar, Wolfgerd)
  - Wolfhard, Wolfard (Wolfart, Wulfar, Wulfhard)
  - Wolfhelm
  - Wolfrad (Wolrad)
  - Wolfram
  - Wolfried
- Wolke
- Wolter
- Wotan, Wodan
- Wunna (Wuni)
- Wunibald (Winibald)
- Wunibert

## Y
- Ylva, Ylvi
- Yngvar (Yngve)
- Yvo (Yves), Yvonne